# Endstation Rote Laterne
Endstation Rote Laterne ist ein 1959 gedrehtes deutsches Trash- und Exploitation-Filmdrama von Rudolf Jugert. Die Hauptrollen spielen Joachim Fuchsberger, Klausjürgen Wussow, Werner Peters und Nana Osten.

## Handlung
Die Geschichte spielt in Amsterdamer Mädchenhändlerkreisen. In die niederländische Hauptstadt kommen zahlreiche hübsche Mädchen aus ganz Europa, da sie sich in dieser libertinen Metropole eine Karriere als Tänzerin erhoffen. Doch Jan Fabrizius, Besitzer eines ominösen Amsterdamer Nachtlokals, hat ganz andere Dinge mit den Mädchen im Sinn, die in seinem Schuppen auftreten wollen. Vor allem hübsche Blondinen wie die blutjunge Uschi Berger sind in Lateinamerika höchst gefragt und werden mit seiner Hilfe von dem schurkischen Mädchenhändler van Laan gegen deren Willen nach Havanna verschifft, wo sie in einem Bordell anschaffen sollen. Der Selbstmord einer dieser verschleppten Mädchen bringt Fabrizius und van Laan gegeneinander auf.
Es wird fortan mit harten Bandagen gekämpft, und plötzlich befindet sich auch van Laans Tochter auf den Weg in die kubanische Hauptstadt. Doch Interpol hat längst die Fährte der Mädchenhändler aufgenommen. Kommissar Martin Stelling will den Händlerring ausheben und die skrupellosen Gangster dingfest machen. Ihm zur Seite steht die Reporterin Verena Linkmann, die hinter dieser Geschichte eine heiße Zeitungsstory wittert. Sie tarnt sich als Tänzerin und begibt sich ebenfalls in die Hände der Verbrecher, um die Verschleppungsroute und den Zielort ausfindig zu machen. Stelling und Verena verlieben sich während ihrer Kooperation ineinander. Als Verena im Puff von Havanna landet, gerät sie in größte Gefahr. Im letzten Moment greift Stelling ein und kann seine neue Liebe ebenso wie Irene vor den Schurken retten.

## Produktionsnotizen
Endstation Rote Laterne, mit dem Untertitel Blonde Mädchen für Havanna geführt, wurde im Herbst 1959 im Atelier München-Türkenstraße unter dem reißerischen Titel Der Tugend ins Gesicht gespuckt gedreht und am 5. Februar 1960 in Hannover (Rivoli) uraufgeführt. In Österreich lief der Streifen am 11. März 1960 unter dem leicht veränderten Zweittitel Blonde Fracht für Havanna an.
Ludwig Spitaler hatte die Produktionsleitung, Otto Reinwald die Aufnahmeleitung. Max Seefelder entwarf die Filmbauten.

## Kritiken
„Ein zwischen Amsterdam (Nachtlokal) und Kuba (Bordell) spielender, niveauloser Sittenfilm, der das Kintoppgeschäft mit Mädchenhändlern und leichtgläubigen Tänzerinnen wieder auffrischen wollte. Die FSK gab den Film nur mit Schnittauflagen frei.“

Paimann’s Filmlisten resümierte: „Eine, sich schon durch den Bildvorspann als primitiv reisserisch deklarierende Story, für die man seriöse Schauspieler bemühte und veredelnde Regiemätzchen ersann. Einige Amsterdamer Außenaufnahmen, (Jazz-) Musikuntermalung, saubere Bild- und Tonwiedergabe.“